# Heavenly Delusion
Heavenly Delusion (天国大魔境?, Tengoku daimakyō, lett. "Paradiso grande makyō") è un manga scritto e disegnato da Masakazu Ishiguro, serializzato sulla rivista Monthly Afternoon di Kōdansha a partire dal 25 gennaio 2018. Un adattamento anime prodotto da Production I.G è stato trasmesso in Giappone dal 1º aprile al 24 giugno 2023.

## Trama
Sono passati quindici anni da un disastro senza precedenti che ha completamente distrutto la civiltà moderna. Un gruppo di bambini vive in una struttura isolata dal mondo esterno. Un giorno una di loro, una ragazza di nome Tokio, riceve un messaggio che le chiede se vuole uscire nel mondo oltre le mura. Mimihime, un'altra ragazza che vive nella stessa struttura, ha una visione e racconta a Tokio che due persone verranno dall'esterno a salvarla, una delle quali ha lo stesso aspetto di Tokio, in seguito la direttrice della scuola rivela a Tokio che il mondo all'esterno è un inferno abitato da creature mostruose (anche conosciute come "hiruko"). 
Nel mondo esterno, un ragazzo chiamato Maru, che assomiglia proprio a Tokio, viaggia attraverso il devastato Giappone insieme ad una ragazza di nome Kiruko alla ricerca di un posto detto "paradiso".

## Personaggi
Maru (マル?)
Doppiato da: Gen Satō
È un ragazzo di 15 anni che viaggia insieme a Kiruko ed è esperto nelle arti marziali. Ha il potere di uccidere le creature mangia-uomini con il tocco. È cresciuto in orfanotrofio, dopo aver vagato con un gruppo di altri giovani ha incontrato Mikura che gli ha insegnato come usare il suo potere.
Kiruko (キルコ?)
Doppiata da: Sayaka Senbongi
È una ragazza di circa 18-20 anni che viaggia insieme a Maru, il suo vero nome è Kiriko Takehaya (竹早 桐子?, Takehaya Kiriko). Cinque anni prima il cervello di suo fratello Haruki è stato trapiantato nel suo corpo. Da allora è alla ricerca del medico che ha eseguito l'operazione. Ha viaggiato di città in città lavorando come guardia del corpo, ha incontrato Mikura e Maru che l'hanno ingaggiata. È abile nell'usare una pistola laser.
Tokio (トキオ?)
Doppiata da: Hibiku Yamamura
Una ragazza che vive all'interno della struttura isolata, ha lo stesso aspetto di Maru. Stringe una relazione amorosa con Kona.
Kona (コナ?)
Doppiato da: Toshiyuki Toyonaga
Un ragazzo adolescente che vive nello stesso istituto insieme a Tokio e agli altri, spesso si dedica a disegnare.
Mimihime (ミミヒメ?)
Doppiata da: Misato Fukuen
Una ragazza compagna di Tokio, ha il potere di chiaroveggenza, le sue orecchie hanno una forma non umana.
Shiro (シロ?)
Doppiato da: Shunsuke Takeuchi
Adolescente cresciuto nell'istituto isolato dal mondo esterno, è appassionato di informatica e tecnologia ed è innamorato di Mimihime.
Kuku (クク?)
Doppiata da: Tomoyo Kurosawa
Una ragazza vivace che vive nell'istituto insieme a Tokio e agli altri giovani, ha la capacità di arrampicarsi sulle superfici.
Anzu (アンズ?)
Doppiata da: Misato Matsuoka
Una ragazza adolescente che vive con Tokio e gli altri ragazzi.
Taka (タカ?)
Doppiato da: Yūki Shin
Un giovane adolescente che vive nell'istituto.
Tarao (タラオ?)
Doppiato da: Kei Shindō
Un giovane all'interno della scuola isolata dal mondo, è gravemente malato e debilitato, le sue condizioni di salute peggiorano fino a che muore. In precedenza era dotato di una forza fisica sovrumana.
Robin Inazaki (稲崎 露敏?, Inazaki Robin)
Doppiato da: Kazuya Nakai
Un adulto che si occupava di aiutare i giovani nell'orfanotrofio in cui hanno vissuto Haruki e Kiriko.
Teruhiko Sawatari (猿渡?)
Doppiato da: Tadashi Mutō
Medico che si occupa di controllare i giovani all'interno dell'istituto.
Aoshima (青島?)
Doppiata da: Atsumi Tanezaki
Medico che si occupa di controllare i giovani all'interno dell'istituto.
Shino Kaminaka
Doppiata da: Masako Isobe
Direttrice dell'istituto in cui vivono i giovani isolati dal mondo esterno.

## Media

### Manga
Heavenly Delusion è scritto e disegnato da Masakazu Ishiguro e viene serializzato sulla rivista mensile Afternoon di Kōdansha dal 25 gennaio 2018. La casa editrice ha raccolto i capitoli in volumi tankōbon e ha iniziato a pubblicarli a partire dal 23 luglio 2018, data in cui è anche stato pubblicato un video promozionale dedicato al primo volume della serie diretto da Tasuku Watanabe.
In Italia la serie è edita da Star Comics, che ha iniziato a pubblicarla dall'11 marzo 2020. La traduzione dei testi è curata da Yaeka Yoshida, mentre il lettering è realizzato da Federica Bellinato. In America del Nord i diritti della serie sono stati acquistati da Denpa. 

#### Volumi
| 1  | 23 luglio 2018 | ISBN 978-4-06-511976-1 | 11 marzo 2020     | ISBN 978-88-226-1752-1 |
| 1  | Capitoli - 1. Tokio (トキオ?) - 2. Maru (マル?) - 3. Kiruko (キルコ?) - 4. "Hiruko" ① ("ヒルコ" ①?, Hiruko ①) - 5. "Hiruko" ② ("ヒルコ" ②?, Hiruko ②) - 6. Taka (タカ?) - 7. Il paradiso dei pomodori (トマト天国?, Tomato tengoku) |                        |                   |                        |
| 2  | 22 marzo 2019 | ISBN 978-4-06-514744-3 | 13 maggio 2020    | ISBN 978-88-226-1762-0 |
| 2  | Capitoli - 8. Kiriko Takehaya (竹早桐子?, Takehaya Kiriko) - 9. Haruki Takehaya (竹早春希?, Takehaya Haruki) - 10. Kuku ① (クク ①?, Kuku ①) - 11. Kuku ② (クク ②?, Kuku ②) - 12. Miina (ミーナ?) - 13. Tarao ① (タラオ ①?, Tarao ①) |                        |                   |                        |
| 3  | 23 ottobre 2019 | ISBN 978-4-06-517266-7 | 8 luglio 2020     | ISBN 978-88-226-1853-5 |
| 3  | Capitoli - 14. Tarao ② (タラオ ②?, Tarao ②) - 15. Tarao ③ (タラオ ③?, Tarao ③) - 16. Acqua sicura al cento percento (100％安全水?, Hyaku pāsento anzen sui) - 17. Totori (トトリ?) - 18. La comunità religiosa dell'immortalità ① (不滅教団 ①?, Fumetsu kyōdan ①) - 19. La comunità religiosa dell'immortalità ② (不滅教団 ②?, Fumetsu kyōdan ②)                                          |                        |                   |                        |
| 4  | 22 maggio 2020 | ISBN 978-4-06-519470-6 | 10 febbraio 2021  | ISBN 978-88-226-2117-7 |
| 4  | Capitoli - 20. La comunità religiosa dell'immortalità ③ (不滅教団 ③?, Fumetsu kyōdan ③) - 21. La comunità religiosa dell'immortalità ④ (不滅教団 ④?, Fumetsu kyōdan ④) - 22. La comunità religiosa dell'immortalità ⑤ (不滅教団 ⑤?, Fumetsu kyōdan ⑤) - 23. Asura (アスラ?) - 24. A-MK3 (A-mk3?) - 25. La città dei muri (壁の町 ①?, Kabe no machi ①)                                     |                        |                   |                        |
| 5  | 23 dicembre 2020 | ISBN 978-4-06-521725-2 | 11 agosto 2021    | ISBN 978-88-226-2411-6 |
| 5  | Capitoli - 26. La città dei muri ② (壁の町 ②?, Kabe no machi ②) - 27. La città dei muri ③ (壁の町 ③?, Kabe no machi ③) - 28. La città dei muri ④ (壁の町 ④?, Kabe no machi ④) - 29. La città dei muri ⑤ (壁の町 ⑤?, Kabe no machi ⑤) - 30. La direttrice (園長?, Enchō) - 31. Ooma (オーマ?, Ōma)                                                                                         |                        |                   |                        |
| 6  | 21 luglio 2021 | ISBN 978-4-06-524049-6 | 6 aprile 2022     | ISBN 978-88-226-3066-7 |
| 6  | Capitoli - 32. Robin Inazaki ① (稲崎露敏 ①?, Inazaki Robin ①) - 33. Robin Inazaki ② (稲崎露敏 ②?, Inazaki Robin ②) - 34. Robin Inazaki ③ (稲崎露敏 ③?, Inazaki Robin ③) - 35. Istituto scolastico Takahara ① (高原学園 ①?, Takahara Gakuen ①) - 36. Istituto scolastico Takahara ② (高原学園 ②?, Takahara Gakuen ②) - 37. Istituto scolastico Takahara ③ (高原学園 ③?, Takahara Gakuen ③) |                        |                   |                        |
| 7  | 23 marzo 2022 | ISBN 978-4-06-527299-2 | 7 settembre 2022  | ISBN 978-88-226-3434-4 |
| 7  | Capitoli - 38. Sogno infernale ① (地獄の夢 ①?, Jigoku no yume ①) - 39. Sogno infernale ② (地獄の夢 ②?, Jigoku no yume ②) - 40. Sogno infernale ③ (地獄の夢 ③?, Jigoku no yume ③) - 41. Il giorno dell'incontro (お迎えの日?, Omukae no hi) - 42. Mikura ① (ミクラ ①?, Mikura ①) - 43. Mikura ② (ミクラ ②?, Mikura ②)                                                                      |                        |                   |                        |
| 8  | 22 novembre 2022 | ISBN 978-4-06-529589-2 | 7 giugno 2023     | ISBN 978-88-226-4054-3 |
| 8  | Capitoli - 44. La solitudine della Terra ① (地の孤独 ①?, Chi no kodoku ①) - 45. La solitudine della Terra ② (地の孤独 ②?, Chi no kodoku ②) - 46. Teruhiko Sawatari (猿渡照彦?, Sawatari Teruhiko) - 47. Shino Kaminaka (上仲詩乃?, Kaminaka Shino) - 48. Il ministero della ricostruzione (復興省?, Fukkōshō) - 49. Michika ① (ミチカ ①?, Michika ①)                                      |                        |                   |                        |
| 9  | 22 giugno 2023 | ISBN 978-4-06-531944-4 | 16 gennaio 2024   | ISBN 978-88-226-4087-1 |
| 9  | Capitoli - 50. Michika ② (ミチカ ②?, Michika ②) - 51. Michika ③ (ミチカ ③?, Michika ③) - 52. Michika ④ (ミチカ ④?, Michika ④) - 53. Teruhiko Sakota (迫田照彦?, Sakota Teruhiko) - 54. Anjuras ① (アンジュラス ①?, Anjurasu ①) - 55. Anjuras ② (アンジュラス ②?, Anjurasu ②) |                        |                   |                        |
| 10 | 22 febbraio 2024 | ISBN 978-4-06-534205-3 | 17 settembre 2024 | ISBN 978-88-226-5093-1 |
| 10 | Capitoli - 56. Yuko Aoshima (青島裕子?, Aoshima Yūko) - 57. "Mangiauomini" ("人食い"?, "Hito-kui") - 58. Marin Inazaki (稲崎真凛?, Inazaki Marin) - 59. La lancia celeste (あめのぬぼこ?, Ame no Nuboko) - 60. La via del manga ① (まんが道 ①?, Mangamichi ①) - 61. La via del manga ② (まんが道 ②?, Mangamichi ②)                                                                        |                        |                   |                        |
| 11 | 22 ottobre 2024 | ISBN 978-4-06-537054-4 | 29 aprile 2025    | ISBN 978-88-226-5505-9 |
| 11 | Capitoli - 62. Toru Funayama ① (船山 通 ①?, Funayama Tōru ①) - 63. Toru Funayama ② (船山 通 ②?, Funayama Tōru ②) - 64. Toru Funuyama ③ (船山 通 ③?, Funayama Tōru ③) - 65. Manaka Mikura ① (三倉まなか ①?, Mikura Manaka ①) - 66. Manaka Mikura ② (三倉まなか ②?, Mikura Manaka ②) - 67. Manaka Mikura ③ (三倉まなか ③?, Mikura Manaka ③)                                                 |                        |                   |                        |
| 12 | 23 luglio 2025 | ISBN 978-4-06-540046-3 | —                 | —                      |

### Anime

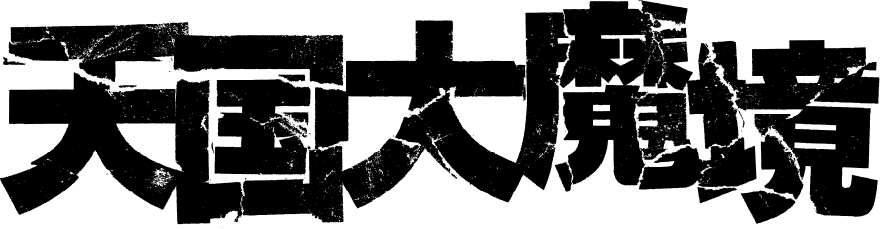
Logo della serie

Un adattamento anime, prodotto da Production IG, è stato annunciato il 18 ottobre 2022. La serie è diretta da Hirotaka Mori e sceneggiata da Makoto Fukami, Utsushita si è occupato del character design e la colonna sonora è stata composta da Kensuke Ushio. L'anime è stato trasmesso dal 1º aprile al 24 giugno 2023 su Tokyo MX, HTB, RKB, TVA, MBS e BS11. La sigla di apertura è Innocent Arrogance (lett. "Arroganza innocente"), eseguita dalle BiSH, mentre la sigla di chiusura è Daremo karemo dokomo nanimo shiranai (誰も彼も何処も何も知らない? lett. "Nessuno sa niente di nessuno, da nessuna parte") ed è interpretata dal duo ASOBI Doumei (ASOBI同盟?). Disney Platform Distribution ha acquistato i diritti per la distribuzione della serie, che è disponibile su Disney+.

#### Episodi
| Nº | Titolo italiano Giapponese 「Kanji」 - Rōmaji                                      | In onda        | In onda |
| Nº | Titolo italiano Giapponese 「Kanji」 - Rōmaji                                      | Giapponese     |         |
| 1  | Inferno e paradiso 「天国と地獄」 - Tengoku to jigoku                              | 1º aprile 2023 |         |
| 2  | Due confessioni 「二人の告白」 - Futari no kokuhaku                                | 8 aprile 2023  |         |
| 3  | Kiriko e Haruki 「桐子と春希」 - Kiriko to Haruki                                  | 15 aprile 2023 |         |
| 4  | Kuku 「クク」 - Kuku                                                               | 22 aprile 2023 |         |
| 5  | Il destino chiama 「お迎えの日」 - Omukae no hi                                    | 29 aprile 2023 |         |
| 6  | Acqua potabile al 100% 「100%安全水」 - Hyaku pāsento anzen mizu                   | 6 maggio 2023  |         |
| 7  | L'Ordine Immortale 「不滅教団」 - Fumetsu kyōdan                                   | 13 maggio 2023 |         |
| 8  | Scelte difficili 「それぞれの選択」 - Sorezore no sentaku                          | 20 maggio 2023 |         |
| 9  | I bambini dell’asilo nido 「学園の子供たち」 - Gakuen no kodomo-tachi              | 27 maggio 2023 |         |
| 10 | La città murata 「壁の町」 - Kabe no machi                                         | 3 giugno 2023  |         |
| 11 | Che il test abbia inizio 「テストを始めます」 - Tesuto o hajimemasu                | 10 giugno 2023 |         |
| 12 | Fuori dalle mura 「外の外」 - Soto no soto                                         | 17 giugno 2023 |         |
| 13 | Viaggi vecchi e nuovi 「旅の続き・旅の始まり」 - Tabi no tsuzuki, tabi no hajimari | 24 giugno 2023 |         |

### Altri media
Una guida ufficiale, che include informazioni dettagliate sull'ambientazione, sulla storia e sui personaggi della serie e un'intervista con Ishiguro, è stata pubblicata il 22 novembre 2022.

## Accoglienza
Heavenly Delusion si è posizionata al primo posto nella classifica delle migliori venti serie per il pubblico maschile della guida Kono Manga ga Sugoi! di Takarajimasha. A dicembre 2019, la rivista Brutus ha inserito Heavenly Delusion nella sua lista dei «manga più pericolosi», che includeva opere che trattano i temi più «stimolanti» e che fanno riflettere. La serie è anche stata una delle opere consigliate dalla giuria al 24° e al 25° Japan Media Arts Festival, rispettivamente nel 2021 e nel 2022.